# Leo James Rainwater
Leo James Rainwater (Council, 9 de dezembro de 1917 — Nova Iorque, 31 de maio de 1986) foi um físico estadunidense.
Recebeu o Nobel de Física de 1975, pela descoberta da conexão entre movimento coletivo e movimento individual de partículas no núcleo atômico e pelo desenvolvimento da teoria da estrutura do núcleo atômico.

## Projeto Manhattan
Rainwater então optou por fazer estudos de pós-graduação na Universidade de Columbia. Na época, essa foi uma mudança incomum para um estudioso da Califórnia, já que a Universidade de Columbia não era conhecida por sua física; mas isso havia mudado recentemente. George B. Pegram havia construído recentemente o departamento de física e contratado cientistas como Enrico Fermi. Em Columbia Rainwater estudou com Isidor Isaac Rabi, Enrico Fermi, Edward Teller and John R. Dunning. Fermi estava envolvido em estudos de moderadores de nêutrons que levariam à construção do primeiro reator nuclear, enquanto Dunning e Eugene T. Booth havia construído o primeiro cíclotron do Columbia, no porão dos Laboratórios de Física Pupin. Rainwater recebeu seu Master of Arts em 1941. Para sua tese de Doutor em Filosofia sobre "Estudos de espectrômetro de feixe de nêutrons de boro, cádmio e distribuição de energia da parafina", escrito sob a supervisão de Dunning, ele construiu um espectrômetro de nêutrons e técnicas desenvolvidas para seu uso. Rainwater casou-se com Emma Louise Smith em março de 1942. Eles tiveram três filhos, James, Robert e William e uma filha, Elizabeth Ann, que morreu de leucemia quando ela tinha nove anos.
O grupo de reatores de Fermi mudou-se para o Laboratório Metalúrgico da Universidade de Chicago em 1942. Rainwater permaneceu em Columbia, onde ingressou no Laboratório de Materiais de Liga Substituta (SAM) do Projeto Manhattan. O Projeto Manhattan foi o esforço aliado durante a Segunda Guerra Mundial para desenvolver bombas atômicas. A principal tarefa dos Laboratórios SAM era o desenvolvimento de tecnologia de difusão gasosa para enriquecimento de urânio, para produzir urânio-235 físsil para uso em bombas atômicas. Rainwater trabalhou com William W. Havens, Jr. e Chien-Shiung Wu, principalmente em estudos de seções transversais de nêutrons, usando o espectrômetro de nêutrons.  Sua tese, publicada na Physical Review em duas partes junto com Havens, e ele recebeu seu doutorado em 1946. Em 1963, ele foi premiado com a Comissão de Energia Atômica dos Estados Unidos com o Prêmio Ernest Orlando Lawrence, por seu trabalho no Projeto Manhattan.